# Національна демократична партія України

Політична партія «Національна Демократична партія України» — українська політична партія, створена у 2014 році. Основний склад партії — представники інтелігенції, малого та середнього бізнесу.

## Історія створення
Ідея про створення партії виникла у групи активістів під час Революції Гідності. Тоді виникла ідея об'єднатися на платформі боротьби за свободу, демократії, поваги до суверенних прав людини і національної соборності в широкому і відкритому її розумінні.
Партія має на меті створення суспільства української мрії. Тобто створення такого соціального та економічного порядку, який буде забезпечувати, оберігати права та гідність кожної людини, слугувати духовному та матеріальному відродженню окремої особистості, кожного українця.

## Ідеологія
Партія виступає за дотримання Україною європейського курсу, проведення глобальних економічних та соціальних реформ, децентралізацію влади, справжнє очищення влади.
Члени партії вважають, що глобальні зміни в Україні неможливі, допоки при владі роками й десятиліттями лишаються одні й ті самі люди. Для змін в Україні потрібно, аби на політичну арену входили нові обличчя — незаангажовані, без прихованих інтересів.

## Структура

### Керівництво
Головою партії є Олександр Паньков, який працює у галузі будівництва. Його заступником є відома спортсменка, громадський діяч Олена Чинка.

### Представництво у регіонах
Національна Демократична партія України має представництва обласного рівня у 17 областях України: Київській, Львівській, Івано-Франківській, Тернопільській, Рівненській, Вінницькій, Житомирській, Закарпатській, Черкаській, Кіровоградській, Одеській, Миколаївській, Херсонській, Запорізькій, Дніпропетровській, Чернігівській та Харківській. Діють також Київський та Уманський міські осередки.

### Підхід до партійного будівництва
Партія об'єднує людей, які є дійсно новими обличчями у політиці, таким чином не розбавляючи списки старих політиків свіжими постатями. Фактично, це є внутрішньопартійним етапом люстрації: людина, яка заплямувала себе певною діяльністю на державних посадах, не може долучитись до партії.

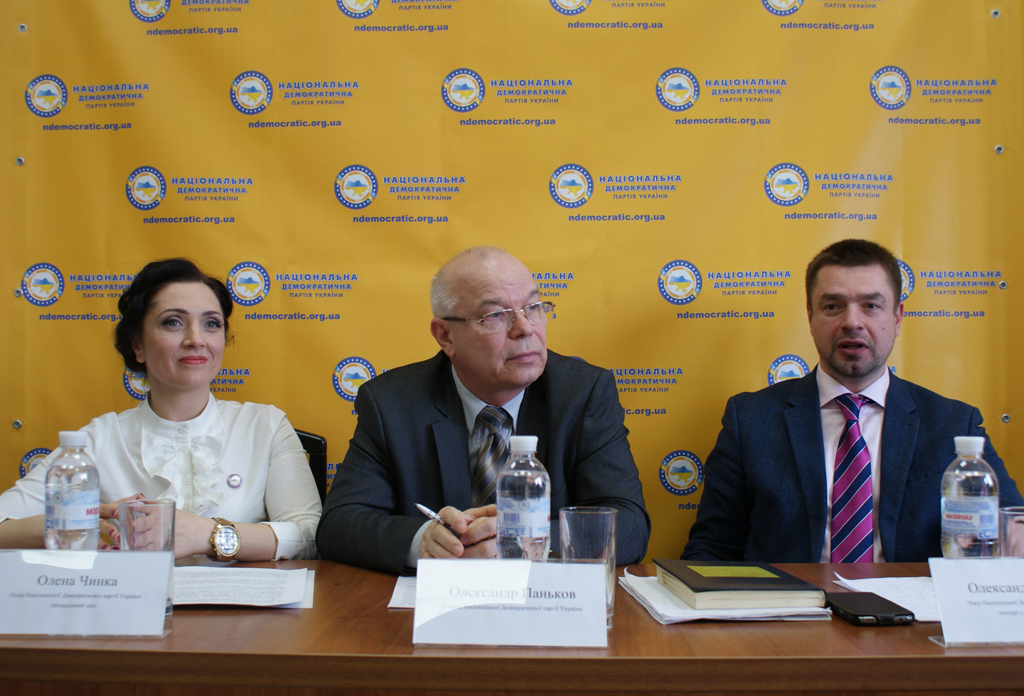
Олена Чинка, Олександр Паньков та Олександр Кучерук під час прес-конференції

Партія відкидає принцип одноосібного лідера, яким сьогодні керується повальна більшість українських політсил. Лідери партії не призначаються, а обираються. Наприклад, під час підготовки до парламентських виборів у жовтні 2014 року лідером партії, № 1 у виборчому списку, було обрано Олену Чинку. До цього, на виборах до Київради у цьому ж році, партійний список очолював юрист і викладач Олексій Цельєв.

## Участь у виборах

### Вибори до Київради 2014
Вибори до Київради у травні 2014 року стали першими, у яких брала участь партія. Кандидати балотувались як по багатомандатному округу, так і у мажоритарних округах. Перша п'ятірка виглядала наступним чином: Олексій Цельєв, Олена Чинка, Сергій Грабар, Лілія Гомольська, Максим Савицький.
Згідно з результатами виборів, партія не подолала бар'єр, необхідний для проходження у Київраду.

### Вибори до Верховної Ради 2014
Партія брала участь у виборах по загальнодержавному багатомандатному округу за виборчими списками, а також у мажоритарних округах.
До першої п'ятірки з 14 кандидатів у списку увійшли Олена Чинка, Олексій Цельєв, Сергій Грабар, Лілія Гомольська та Олег Луценко.
Кандидати від Національної Демократичної партії України також балотувались у 11 мажоритарних округах у Києві (219, 222, 220, 221, 211), Харкові (168), Херсоні (182), Київській (91), Дніпропетровській (26, 35), Миколаївській (131) областях.
В результаті, партія не змогла подолати прохідний бар'єр. Згідно з даними ЦВК, в багатомандатному окрузі партія набрала близько 12 тис. голосів. Серед мажоритарників найкращі результати було зафіксовано в округах 219 (Київ) та 131 (м. Вознесенськ, Миколаївська обл.) — в обох кандидати зайняли шосте місце.

### Місцеві вибори 2015
На місцевих виборах у жовтні 2015 року Національна Демократична партія України була представлена кандидатами у восьми населених пунктах. Кандидати балотувались до міських рад Києва (лідер списку — Олена Чинка), Славутича Київської обл. (лідер списку — Олена Радченко), Вознесенська Миколаївської обл. (лідер списку — Дмитро Пилипенко), Дніпропетровська (лідер списку — Сергій Кучерук), Нікополя Дніпропетровської обл. (лідер списку — Олександр Кучерук), Харкова (лідер списку — Євгеній Злобінцев), Умані Черкаської обл. (лідер списку — Сергій Зозуля).
Олександр Кучерук також був кандидатом від партії на посаду міського голови Нікополя, член партії Кирило Нехимчук — на посаду міського голови Вознесенська. Федір Кучеренко балотувався на посаду сільського голови Музичанської сільської ради (Києво-Святошинський район Київської обл.).
В результаті виборів четверо членів Національної Демократичної партії України стали депутатами міських рад. У Славутичі депутатські мандати отримали Олена Радченко як лідер виборчого списку та Сергій Скороход як кандидат, що набрав найбільший відсоток у внутрішньопартійному рейтингу.
У Вознесенську депутатами міськради стали Дмитро Пилипенко як лідер виборчого списку та Віктор Рутта як кандидат, що набрав найбільший відсоток у внутрішньопартійному рейтингу. Кандидат на посаду міського голови Кирило Нехимчук набрав 19,9 % голосів і посів друге місце за результатами голосування.

## Діяльність

### Захист прав людей з інвалідністю
Член партії Олена Чинка, будучи людиною з інвалідністю, регулярно виступає ініціатором акцій, метою яких є привернення уваги громадськості на проблеми таких людей. Зокрема, у грудні 2014 року вона ініціювала громадську перевірку парковок великих торговельних центрів на предмет обладнання паркувальних місць для інвалідів.
З актуалізацією проблем протезування О. Чинка регулярно виступає як експерт даної галузі, оскільки вже багато років пересувається на протезах і добре обізнана із проблемами протезування в Україні.

### Допомога учасникам АТО
При партії діє активна волонтерська група, яка регулярно збирає і відправляє бійцям АТО різнопланову допомогу: речі, необхідні у побуті, продукти харчування, спорядження для військових. Волонтерська група кілька разів брала участь у придбанні авто для військових, а також у ремонті машин, пошкоджених у зоні АТО.